# Henri Godard
Pour les articles homonymes, voir Godard.
Henri Godard, né en 1937, est un universitaire et critique littéraire français. Professeur de littérature française du XXe siècle à l'université Paris-Sorbonne, il est spécialiste notamment de l'œuvre de Louis-Ferdinand Céline mais aussi d'André Malraux, Raymond Queneau, ou Jean Giono.

## Biographie
Ancien élève de l'École normale supérieure (promotion L1957), Henri Godard soutient son doctorat d’État en littérature française en 1984 à la Sorbonne. Maitre de conférences à l'université Paris-Diderot, il est ensuite élu professeur en littérature française à l'université Paris-Sorbonne, où il enseignera jusqu'à sa retraite en 2011, avant de devenir professeur émérite. Il a également donné des cours aux États-Unis, notamment comme professeur invité à Harvard ou à Stanford.
Depuis la fin des années 1970, il s'est consacré à l'étude de l'œuvre, de la correspondance, et de la vie de l'écrivain Louis-Ferdinand Céline : en 1976, il fonde la Société d'études céliniennes aux côtés de Philippe Alméras, Jean-Pierre Dauphin et François Gibault, sous le haut patronage d'Antoine Gallimard. Godard est alors considéré comme l'un des principaux spécialistes de l'écrivain,, et Antoine Gallimard le propose en 1981 pour prendre la direction de l'édition commentée des œuvres complètes de Céline dans la Bibliothèque de la Pléiade.
Professeur de littérature française du XXe siècle, il a également contribué à l'étude des textes de Jean Giono, d'André Malraux et Raymond Queneau, dont il a également assuré l'édition de certains volumes dans la Pléiade.
Lors de la commémoration du cinquantenaire de la mort de Céline (en 2011), il est chargé par le ministère de la Culture d'écrire la notice accompagnant les évènements officiels avant que ne soit décidé d'exclure Céline de la liste des célébrations nationales.

## Ouvrages

### Dans la collection Bibliothèque de la Pléiade
- Présentation, établissement et annotation des quatre tomes des Romans de Céline (5689 pages au total) : 
  - tome I, 1981 (Voyage au bout de la nuit ; Mort à crédit) ;
  - tome II, 1974 (D'un château l'autre ; Nord ; Rigodon) ;
  - tome III, 1988 (Casse-pipe ; Guignol's band I ; Guignol's band II) ;
  - tome IV, 1993 (Féerie pour une autre fois I ; Féerie pour une autre fois II ; Entretiens avec le professeur Y).
- Collabore aux Œuvres romanesques complètes tomes I, II, III, IV, V et VI (1971-1983), Album de la Pléiade (1980), Récits et essais (1989), Journal – Poèmes – Essais (1995), et Un roi sans divertissement et autres romans (2020) de Jean Giono.
- Direction et préfaces des deux volumes de Romans de Raymond Queneau, 2002 et 2006.
- Préface les Œuvres romanesques complètes de Jean Cocteau, 2006.
- Direction avec Jean Paul Louis et préface de Lettres de Céline, 2009.
- Dirige avec Jean-Yves Tadié les tomes I et II de Écrits sur l'art (2004) d'André Malraux, préface de La Condition humaine et autres écrits (2016).

### Divers
- Poétique de Céline, Gallimard, coll. « Bibliothèque des idées », 1985  (ISBN 978-2070705009) ; rééd. 2014  (ISBN 978-2070144556)
- Les Manuscrits de Céline et leurs leçons, éditions du Lérot, 1988
- L'Autre Face de la littérature - essai sur André Malraux et la littérature, Gallimard, coll. « L'Infini », 1990  (ISBN 978-2070720675)
- Céline, scandale, Gallimard, coll. « Blanche », 1994  (ISBN 978-2070738021)
- D'un Giono l'autre, Gallimard, coll. « Blanche », 1995  (ISBN 978-2070742547)
- Louis Guilloux, romancier de la condition humaine, Gallimard, 1999
- L'Amitié - André Malraux, Gallimard, 2001  (ISBN 978-2070761609)
- Une grande génération : Céline, Malraux, Guilloux, Giono, Montherlant, Malaquais, Sartre, Queneau, Simon, Gallimard, coll. « Blanche », 2003,  (ISBN 978-2070733156)
- L'Expérience existentielle de l'art, Gallimard, coll. « Blanche », 2004,  (ISBN 978-2070772629)
- Giono : Le roman, un divertissement de roi, Gallimard, coll. « Découvertes Gallimard/Littératures » (no 455), 2004  (ISBN 2070315436)
- Le Roman modes d'emploi, Gallimard, coll. « Folio essai », 2006  (ISBN 978-2070339563)
- Un autre Céline, éditions Textuel, 2008  (ISBN 978-2-84597-254-4)
- Céline, Gallimard, coll. « Biographies », 2011  (ISBN 978-2070121922)
- À travers Céline, la littérature, Gallimard, coll. « Blanche », 2014  (ISBN 9782070144068)
- Céline et Cie. Essai sur le roman français de l'entre-deux-guerres. Malraux, Guilloux, Cocteau, Genet, Queneau, Gallimard, 2020